# Foy-Notre-Dame
Foy-Notre-Dame (in vallone Fôye) è un villaggio belga situato a sei chilometri a est della città di Dinant, della quale esso fa amministrativamente parte, nella Provincia di Namur, Regione vallona. La sua chiesa è un santuario mariano. È stato un comune indipendente prima della fusione dei comuni del 1977.

## Etimologia
L'origine etimologica di Foy si trova nell'antico piccardo e nell'antico vallone, significando foy faggeto, proveniente dal gallo-romano*FAGETU.

## Storia

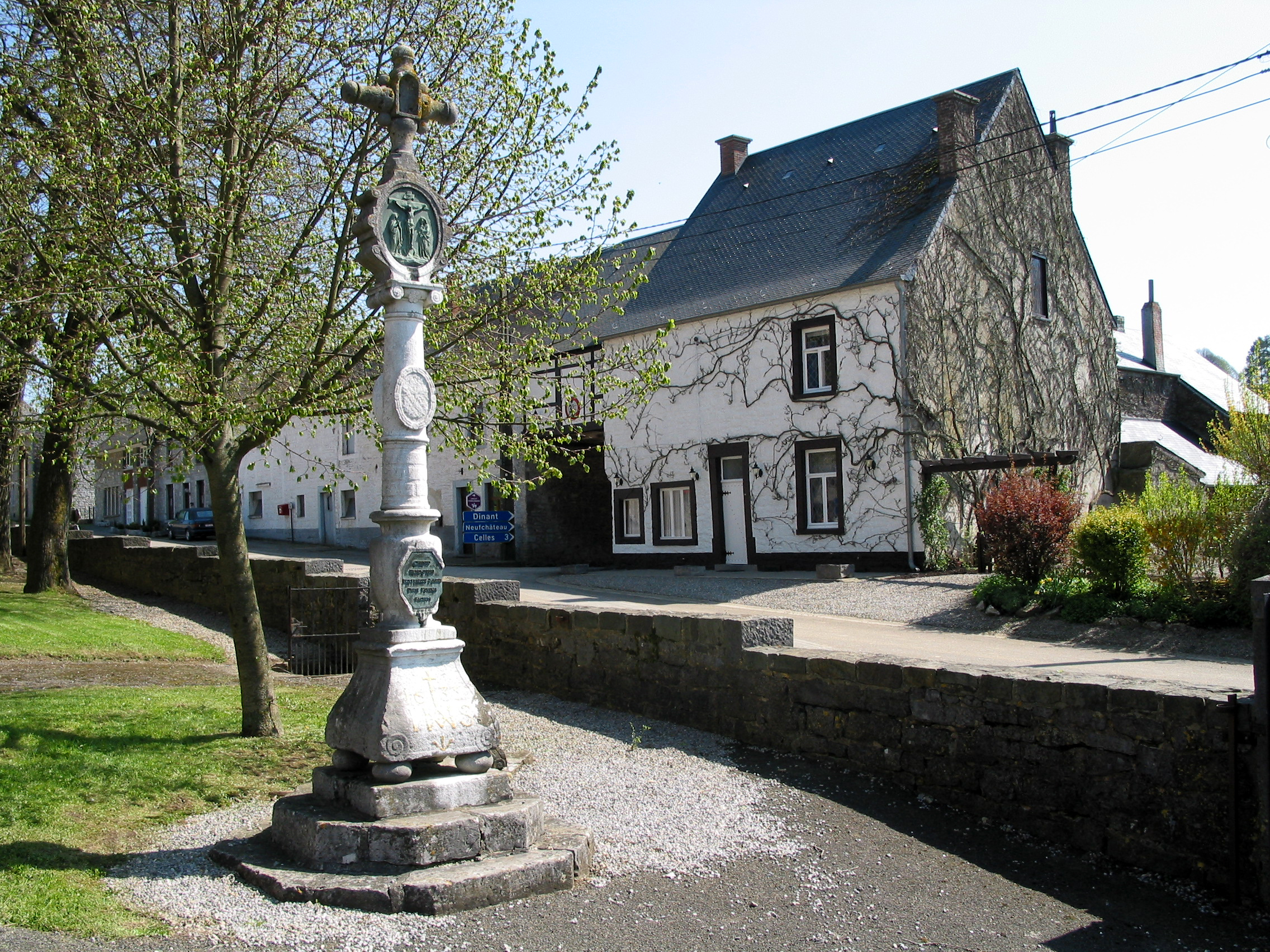
Il calvario di Foy-Notre-Dame.

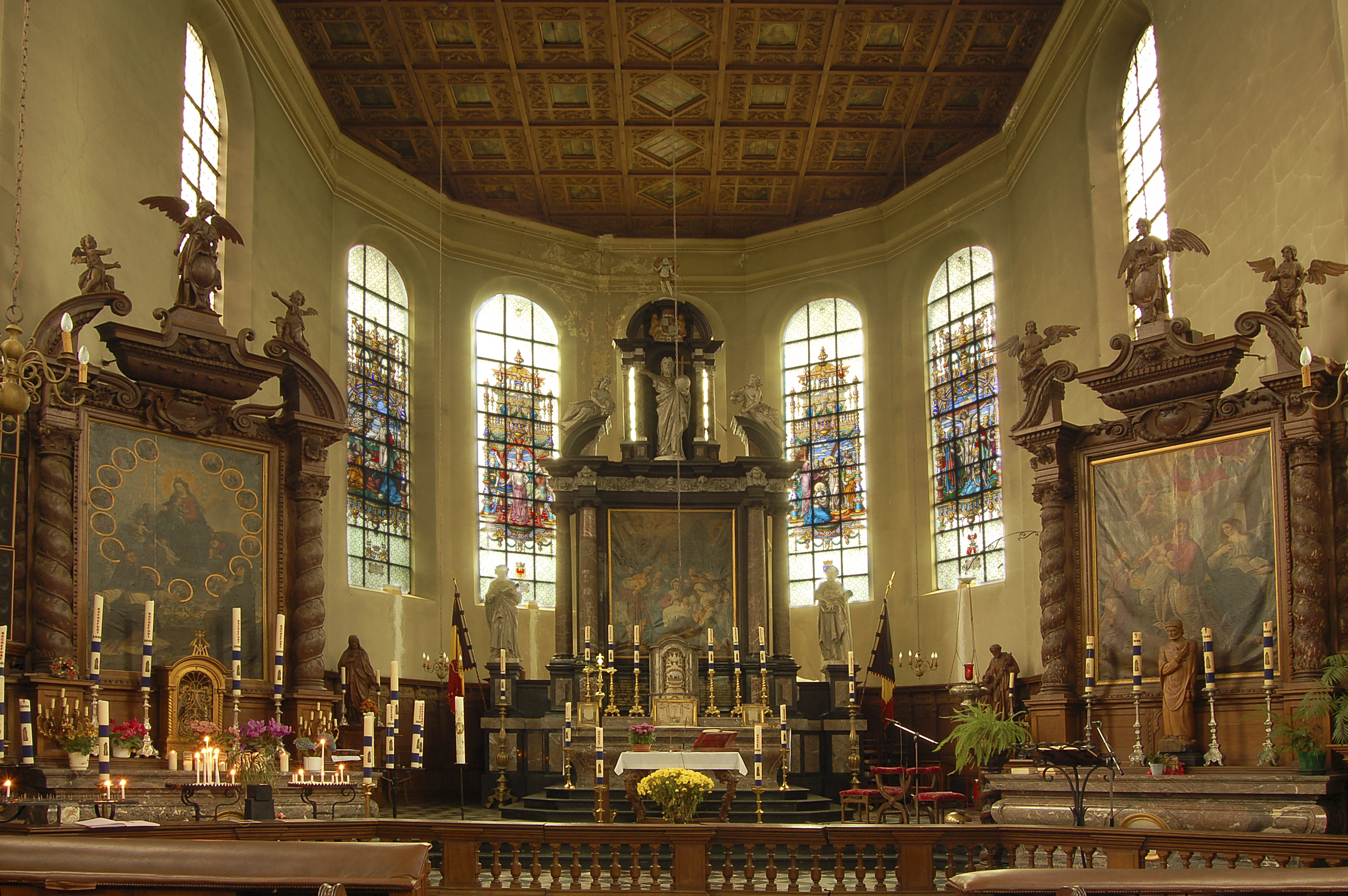
Il coro della chiesa di Notre-Dame-de-Foy.

La storia di Foy-Notre-Dame non inizia che nel 1609 con la scoperta d'una statuetta della Vergine Maria in una quercia che il carpentiere Gilles de Wanlin aveva abbattuto. Questa scoperta straordinaria condusse a una grande devozione mariana, sostenuta dai miracoli che si verificarono.  
Prima dell'anno 1609, Foy era una semplice terra coltivata e un bosco di ± 15 ettari dipendente dalla signoria di Boisseilles. Fu in effetti a Boisseilles, oggi borgata di Foy, che furono scoperte tracce di un'antica villa romana, dove oggi sorge un castello.
Foy-Notre-Dame divenne comune nel quadro della riorganizzazione territoriale che seguì la Rivoluzione francese; Boisseilles rimase un villaggio.
Foy-Notre-Dame subì gli ultimi soprassalti della Seconda Guerra mondiale, il 24 e 25 dicembre 1944. Durante la battaglia delle Ardenne i soldati tedeschi che avevano rotto il fronte americano all'altezza di Buissonville arrivarono a Foy. Gli Inglesi posizionati a Sorinnes, mentre gli Americani guardavano Dinant, diedero l'assalto durante quel Natale così particolare. Se non vi fu alcuna vittima locale, le 22 case del villaggio furono danneggiate. La chiesa di Notre-Dame-de-Foy non subì che lievi danni.